# 真一酒
真一酒是北宋文豪苏轼自创的酒。由白面、糯米、清水三物酿造而成，酒色呈玉色，带香味。按《苏轼文集》卷七十二《杂记》中《记授真一酒法》，真一酒是苏轼居白鹤新居时仙人所赠，同时赠有《真一法及修养九事》一书，书末有“九霞仙人李靖书”字样。

## 制作方法
苏轼详细记录了真一酒酿造的方法：“面乃上等面，如常法起酵，作蒸饼。蒸熟后，以竹篾穿挂风道中，两月后可用。每料不过五斗，只三斗尤佳。每米一斗，炊熟，急水淘过，控干，候令人捣细白曲末三两，拌匀入瓮中，使有力者以手拍实。按中为井子，上广下锐，如绰面尖底碗状，于三两曲末中，预留少许糁盖醅面，以夹幕覆之，候浆水满井中，以刀划破，仍更炊新饭投之。每斗投三升，令入井子中，以醅盖合，每斗入熟水两碗，更三五日，熟，可得好酒六升。其余更取醨者四五升，俗谓之二娘子，犹可饮。日数随天气冷暖，自以意候之。天大热，减曲半两。”（《真一酒法寄建安徐得之》）

## 相关诗文
苏轼对真一酒十分喜爱，称赞真一酒的颜色与味道颇似他在黄州所酿蜜酒，并写诗赞美它：
《真一酒并引》
米、麦、水，三一而已，此东坡先生真一酒也。
拨雪披云得乳泓，蜜蜂又欲醉先生。
稻垂麦仰阴阳足，器洁泉新表旦清。
晓日着颜红有晕，春风入髓散无声。
人叵真一东坡老，与作青州从事名。
苏轼虽不善饮酒，但却十分喜欢饮酒。被贬岭南时，生活环境艰苦，但他积极面对一切，运用种种理生智慧，进行自我调理。